# Joakim Kemell
Joakim Kemell (né le 27 avril 2004 à Jyväskylä en Finlande) est un joueur finlandais de hockey sur glace. Il évolue à la position d'attaquant.

## Biographie

### En club
Kemell intègre le mouvement junior du club de sa ville, le JYP Jyväskylä, en 2017. Il fait toutes ses classes, des moins de 16 ans jusqu'à l'équipe fanion, avec qui il joue son premier match professionnel le 8 avril 2021. Il inscrit son premier but dans une victoire 5-2 face au Jukurit Mikkeli.
Le 8 juillet 2022, lors du Repêchage d'entrée dans la LNH, il est sélectionné au 17e rang par les Predators de Nashville.

### En équipe nationale
Kemell représente son pays, la Finlande depuis la saison 2019-2020, dans le contingent moins de 16 ans. En 2020, il fait partie de l'équipe qui termine à la 4e place des Jeux olympiques de la jeunesse.
En 2021, il participe au Championnat du monde moins de 18 ans et à la Coupe Hlinka-Gretzky. les deux fois, la Finlande se classe quatrième, perdant la petite finale face aux rivaux suédois,.
Lors du Championnat du monde des moins de 18 ans de 2022, il remporte la médaille de bronze face à la République tchèque. Il prend aussi part au Championnat du monde junior, avant que le tournoi ne soit annulé à cause de la pandémie de Covid-19, plusieurs équipes ayant de nombreux joueurs déclaré positifs.

## Statistiques

### En club
| Saison    | Équipe                | Ligue          |    | Saison régulière | Saison régulière | Saison régulière | Saison régulière | Saison régulière |   | Séries éliminatoires | Séries éliminatoires | Séries éliminatoires | Séries éliminatoires | Séries éliminatoires |
| Saison    | Équipe                | Ligue          | PJ | B                | A                | Pts              | Pun              | PJ               | B | A                    | Pts                  | Pun                  |                      |                      |
| 2017-2018 | JYP Jyväskylä U16     | U16 SM-sarja Q | 24 | 10               | 7                | 17               | 8                |                  |   |                      |                      |                      |                      |                      |
| 2017-2018 | JYP Jyväskylä U16     | U16 SM-sarja   | 18 | 8                | 14               | 22               | 14               | 3                | 1 | 1                    | 2                    | 0                    |                      |                      |
| 2018-2019 | JYP Jyväskylä U16     | U16 SM-sarja Q | 12 | 10               | 9                | 19               | 12               |                  |   |                      |                      |                      |                      |                      |
| 2018-2019 | JYP Jyväskylä U16     | U16 SM-sarja   | 15 | 17               | 16               | 33               | 22               | 5                | 3 | 6                    | 9                    | 6                    |                      |                      |
| 2018-2019 | JYP Jyväskylä U18     | U18 SM-sarja   | 19 | 7                | 3                | 10               | 20               |                  |   |                      |                      |                      |                      |                      |
| 2019-2020 | JYP Jyväskylä U18     | U18 SM-sarja   | 40 | 17               | 21               | 38               | 38               |                  |   |                      |                      |                      |                      |                      |
| 2020-2021 | JYP Jyväskylä U18     | U18 SM-sarja   | 2  | 3                | 3                | 6                | 0                |                  |   |                      |                      |                      |                      |                      |
| 2020-2021 | JYP Jyväskylä U20     | U20 SM-sarja   | 38 | 22               | 14               | 36               | 51               | 3                | 0 | 0                    | 0                    | 0                    |                      |                      |
| 2020-2021 | JYP Jyväskylä         | Liiga          | 1  | 1                | 0                | 1                | 0                | -                | - | -                    | -                    | -                    |                      |                      |
| 2021-2022 | JYP Jyväskylä         | Liiga          | 39 | 15               | 8                | 23               | 2                | -                | - | -                    | -                    | -                    |                      |                      |
| 2022-2023 | JYP Jyväskylä         | Liiga          | 43 | 12               | 3                | 15               | 14               | -                | - | -                    | -                    | -                    |                      |                      |
| 2022-2023 | Admirals de Milwaukee | LAH            | 14 | 6                | 7                | 13               | 21               | 14               | 8 | 2                    | 10                   | 1                    |                      |                      |
| 2023-2024 | Admirals de Milwaukee | LAH            | 67 | 16               | 25               | 41               | 23               | 15               | 3 | 8                    | 11                   | 6                    |                      |                      |

### En équipe nationale
| Année     | Équipe            | Compétition                          |    | PJ | B | A  | Pts | Pun                |  | Résultat |
| 2019-2020 | Finlande U16      | International                        | 12 | 5  | 5 | 10 | 37  |                    |  |          |
| 2020      | Finlande U16      | Jeux olympiques de la jeunesse       | 4  | 1  | 2 | 3  | 31  | 4e place           |  |          |
| 2021      | Finlande U18      | Championnat du monde moins de 18 ans | 7  | 3  | 0 | 3  | 2   | 4e place           |  |          |
| 2021-2022 | Finlande U18      | International                        | 5  | 5  | 1 | 6  | 6   |                    |  |          |
| 2021-2022 | Finlande U20      | International                        | 3  | 1  | 1 | 2  | 0   |                    |  |          |
| 2021      | Finlande U18      | Coupe Hlinka-Gretzky                 | 5  | 5  | 1 | 6  | 6   | 4e place           |  |          |
| 2022      | Finlande U18      | Championnat du monde moins de 18 ans | 5  | 6  | 2 | 8  | 6   | Médaille de bronze |  |          |
| 2022      | Finlande - 20 ans | Championnat du monde junior          | 7  | 4  | 8 | 12 | 0   | Médaille d'argent  |  |          |
| 2023      | Finlande - 20 ans | Championnat du monde junior          | 5  | 2  | 2 | 4  | 0   | Cinquième place    |  |          |